# Daulis (insecto)
Daulis es un género de coleóptero de la familia Endomychidae.
Las especies de este género son:
- Daulis cimicoides
- Daulis monteithi